# Mike Holmgren
Michael „Mike“ George Holmgren (* 15. Juni 1948 in San Francisco, Kalifornien) ist ein US-amerikanischer American-Football-Trainer, Funktionär und ehemaliger Spieler. Er war zuletzt als Präsident der Cleveland Browns in der National Football League (NFL) tätig.
Holmgren begann seine Karriere als Trainer der Quarterbacks und später als Offensive Coordinator mit den San Francisco 49ers. Von 1992 bis 1998 war er Head Coach der Green Bay Packers und von 1999 bis 2008 Head Coach der Seattle Seahawks. Nach seinen Tätigkeiten als Trainer war er von 2010 bis 2012 Präsident der Cleveland Browns. Vor seiner Karriere in der NFL war er als Trainer in Highschools und Colleges tätig.
Er gewann mit den Green Bay Packers den Super Bowl XXXI mit 35:21 gegen die New England Patriots.

## Spieler
Holmgren spielte zuerst als Tight End und später als Quarterback an der San Francisco Abraham Lincoln High School. Dort wurde er 1965 zum „Prep Athlete of the Year“ ernannt. Danach spielte er als Quarterback an der University of Southern California (USC). Obwohl er nur als Backup-Quarterback tätig war und kaum Spielzeit bekam, wurde er von den damals noch in St. Louis spielenden Cardinals 1970 gedraftet. Holmgren verbrachte Zeit im Trainingscamp von sowohl den Cardinals als auch den New York Jets, spielte jedoch kein Spiel in der National Football League (NFL).

## Trainer

### High School
1971 begann Holmgren als Trainer an der Abraham Lincoln High School, an der er selbst Schüler war, und kam ein Jahr später an die Sacred Heart Cathedral Prepatory als Assistant Coach. Danach war er noch von 1975 bis 1980 als Head Coach an der Oak Grove High School tätig.

### College
Holmgren wurde 1981 Offensive Coordinator und Quarterbacks Coach für die San Francisco State Gators und arbeitete dann von 1982 bis 1985 unter Cheftrainer LaVell Edwards als Quarterbacks Coach an der Brigham Young University (BYU). Dort gewann er 1984 eine National Championship.

### NFL

#### San Francisco 49ers, 1986–1991
Holmgrens erste Anstellung in der NFL war als Trainer der Quarterbacks bei den San Francisco 49ers unter Head Coach Bill Walsh. Dort arbeitete er mit Steve Young und Joe Montana. Als 1989 Bill Walsh durch George Seifert ersetzt wurde, wurde Holmgren zum Offensive Coordinator befördert. Diese Position behielt er bei, bis er 1991 die 49ers verließ.
Während seiner Zeit bei den 49ers gewannen sie Super Bowl XXIII und Super Bowl XXIV, außerdem wurde die von ihm 1989 trainierte Offense Erste in der gesamten NFL.

#### Green Bay Packers, 1992–1998
Holmgren wurde 1992 von den Green Bay Packers als Head Coach eingestellt, und in seiner Zeit hatten sie eine Bilanz von 75 Siegen zu 37 Niederlagen und nahmen an zwei Super Bowls teil, wobei sie Super Bowl XXXI gewannen. Die von ihm trainierten Packers gewannen in fünf aufeinanderfolgenden Saisons (1993–1997) mindestens ein Play-off-Spiel, was vor Holmgren nur John Madden (1973–1977) gelang.
Aus einigen von Holmgrens Assistenztrainern bei den Packers wurden später Head Coaches: Andy Reid, Steve Mariucci, Dick Jauron, Ray Rhodes, Jon Gruden und Marty Mornhinweg waren alle unter Holmgren tätig.

#### Seattle Seahawks, 1999–2008
Holmgren erhielt einen acht Jahre währenden Vertrag bei den Seattle Seahawks. Dort war er nicht nur als Head Coach, sondern auch als General Manager tätig. Ab der Saison 2002 war er jedoch nur mehr als Head Coach tätig. Holmgrens Bilanz mit den Seahawks waren 72 Siege bei 56 Niederlagen, und bereits in seiner ersten Saison mit den Seahawks brachte er sie, nach dem es die vorherigen zehn Jahre nie geklappt hatte, in die Play-offs. Ebenso erreichte er in der Saison 2005 den Super Bowl XL, in dem die Seahawks den Pittsburgh Steelers unterlagen. Dies machte Holmgren zum erst fünften Head Coach, der es schaffte, mit zwei verschiedenen Franchises in einem Super Bowl zu spielen. Die anderen vier sind Bill Parcells, Dan Reeves, Dick Vermeil und Don Shula. Am Ende der Saison 2008 verließ Holmgren die Seahawks und beendete seine Trainer-Karriere.

### Karriere als Präsident
Von 2009 bis 2012 arbeitete Holmgren als Präsident der Cleveland Browns, konnte jedoch nur eine Bilanz von 14 Siegen bei 34 Niederlagen erreichen und musste am Ende der Saison 2012 die Browns verlassen.

## Persönliches
Mike Holmgren ist mit Kathy verheiratet und hat mit ihr vier Töchter. In Green Bay, Wisconsin wurde der Holmgren Way nach dem Sieg im Super Bowl XXXI nach Mike Holmgren benannt.